# 髙橋藍
髙橋 藍（たかはし らん、2001年9月2日 - ）は、日本の男子バレーボール選手。21世紀生まれの選手としては初めてバレーボール日本代表に選出された。

## 来歴
京都府京都市出身。小学2年生のとき、2つ年上の兄・髙橋塁がいる小学生チームに入り、バレーボールを始めた。
京都市立の中学校に進学した頃は身長が158cmで高身長ではなく、1年生のときはリベロに入り、塁がエースを務めて全国大会に出場した。兄が引退した後はアタッカーとなり、アタッカーとしても全国大会に出場した。
高校も塁と同じ東山高等学校に進学。高校でも1年生のときに塁と一緒になり、高校ではエースの対角を組んだ。しかし、京都府には、1つ年上の大塚達宣が所属する洛南高等学校がいて、そこに勝つことが出来ず、2年生までは全日本バレーボール高等学校選手権大会（春高）に出場できなかった。2019年、3年生のときにキャプテンに就任。同年度、ようやく春高出場を果たす。そうすると、2020年1月、春高でも優勝を果たし、自身も最優秀賞を受賞した。
高校MVPとなった後の2020年2月、東京オリンピックを控えた2020年度日本代表登録メンバーに選出された。アンダーカテゴリを飛び越えての選出であった。しかし、2020年度はコロナ禍により国際大会が軒並み中止となり、東京オリンピックも1年延期となった。
2020年4月に日本体育大学に進学。1年生から出場し、兄弟対決も実現した。全日本インカレではチームを準優勝に導いた。
2021年も日本代表に選出され、5月1日・2日に行われたバレーボール日本代表国際親善試合-東京チャレンジ2021の2日目の試合ではチームトップの19得点の活躍だった。その後、イタリア・リミニで行われたネーションズリーグ2021ではほとんどの試合スタメンとして出場し、5月29日に行われオランダとの第2戦では26得点を決め、その日のベストスコアラーに選ばれた。そして、2020年東京オリンピックに出場した。また、オリンピックの後に千葉市と船橋市で開催されたアジア選手権にも出場し、準優勝に貢献した。
2021年度全日本インカレ終了後に、イタリア・セリエAのパッラヴォーロ・パドヴァに2021-22シーズン終了までの期限付きで入団した。2022-23シーズンもパドヴァとの契約を更新し引き続きプレーすることとなった。
2023年6月、イタリア・セリエAのヴェロ・バレー・モンツァとの契約を発表した。11月にanan AWARD 2023 アスリート部門を受賞した。
2024年3月、日本体育大学を卒業。リーグ戦期間のため卒業式は欠席となったがビデオメッセージを寄せ、5月17日に学長の石井隆憲から学位記を、理事長の松浪健四郎から理事長賞を受け取った。
2024年5月、同年7月からのサントリーサンバーズ大阪との契約を発表した。兄の塁とは高校1年生以来のチームメイトとなる。5月28日にGMの栗原圭介同席で記者会見が行われた。背番号はイタリア時代と同じ12。
2025年1月22日、サントリーとの2025-26シーズンの契約更新と、2025年大阪・関西万博スペシャルサポーター就任が発表された。

## 人物
- 兄の塁が自身のX（旧Twitter）にて「母親が日本人とアメリカ人のハーフ」（母方の祖父がアメリカ人）と明かしており[15]、更に兄は「日米のクォーターであり、英国やドイツの血も入っている」ことを明かしている[16]。このため藍も日米クォーターである。
- 自身の名前の由来は、父親が野球好きであったため、「ホームラン」から「ラン」を採って命名されたことによる[17]。
- 小中学校の頃にリベロを経験しており、現在もその経験を活かしたプレーを得意とする[18]。日本代表のキャプテン・石川祐希や中垣内祐一監督にも認められるほどである[19][20]。
- コートでの活躍も後押しして、日本国内に留まらず海外でも選手としての人気が高く、ファンも多い[21]。

## 球歴
- 日本代表 2020年-

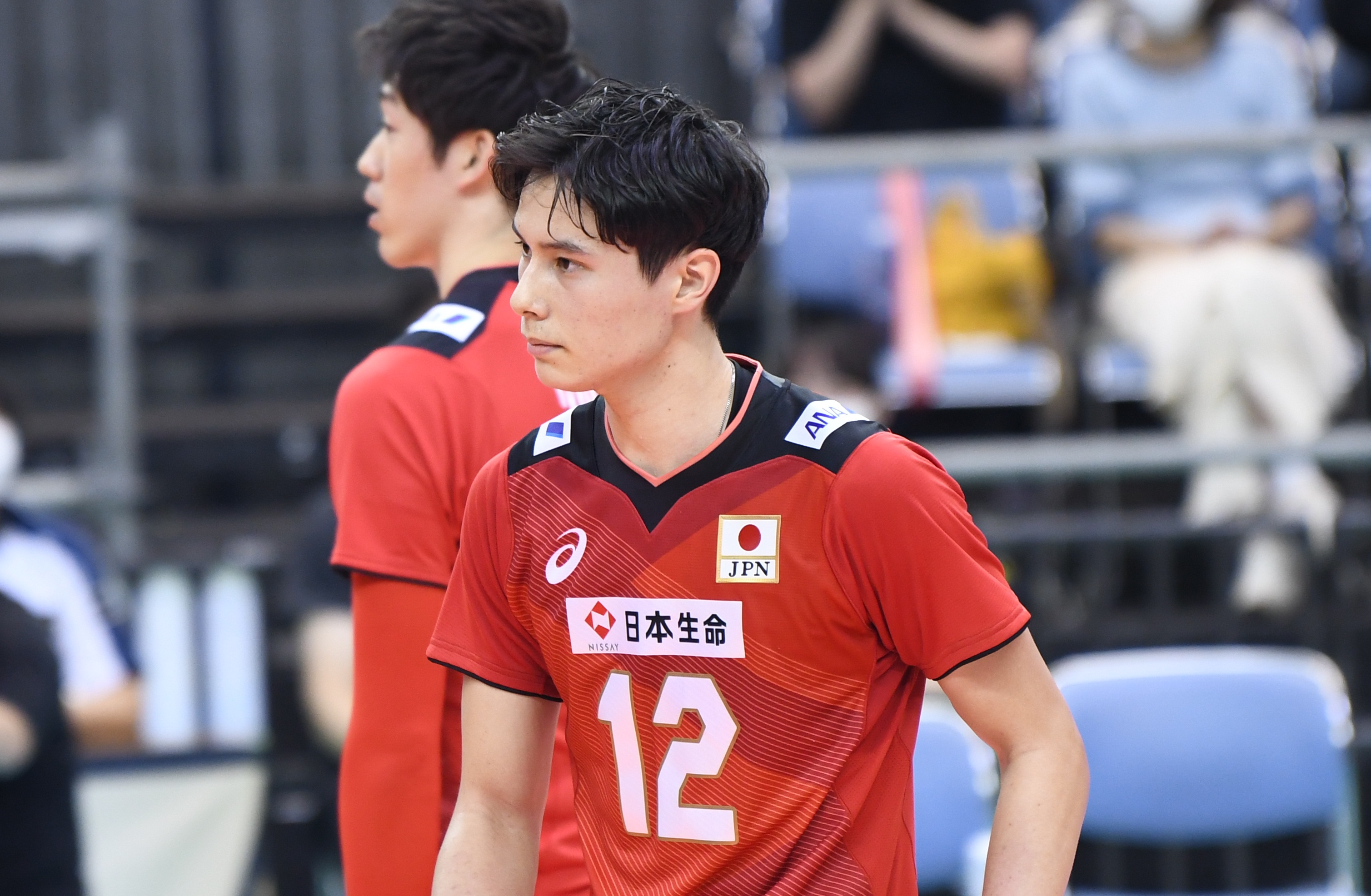
日本代表として（2021年）

  - オリンピック - 2021年、2024年
  - 世界選手権 - 2022年
  - ネーションズリーグ - 2021年、2022年、2023年、2024年、2025年
  - ワールドカップ - 2023年
  - アジア選手権 - 2021年

## 受賞歴
- 2025年 - 2024-25 SV.LEAGUE MEN チャンピオンシップMVP・ベストアウトサイドヒッター・ベストレシーブ・ATTACK THE TOP賞

## 所属チーム
- 東山高等学校（2017年 - 2020年）
- 日本体育大学（2020年 - 2024年）
  -  パッラヴォーロ・パドヴァ（2021年 - 2023年）
  -  ヴェロ・バレー・モンツァ（英語版）（2023年 - 2024年）
- サントリーサンバーズ大阪（2024年 - ）

## 書籍
- 髙橋藍 カラフルデイズ（2023年3月29日、文藝春秋） - フォトエッセイISBN 978-4-16391-677-4
- 髙橋 藍 ファースト写真集 RAN 二十歳の肖像（2022年8月22日、ベースボール・マガジン社）ISBN 978-4-58311-531-3

## メディア出演

### テレビ番組
- 情熱大陸 Vol.1301（2024年5月19日、毎日放送）[22]
- スポーツ×ヒューマン 第149回（2025年2月21日〈初回放送〉、NHK BS1・NHK総合テレビジョン）[23]

### CM・広告
- サン・クロレラ（2020年 - ）[24]
- TVer（2023年）
- エイティー今藤「眠りの専門店マイまくら」シリーズ（2024年8月14日 - ）[25]
- コーセー（2024年）
  - 雪肌精 - アンバサダー[26]
  - ONE BY KOSÉ - キャンペーンキャラクター[27]
- 大同生命保険（2024年10月）
- サントリー食品インターナショナル「サントリー天然水 きりっとヨグ」（2025年4月22日 - ） - 香取慎吾と共演[28][29]